# Eorcenberht

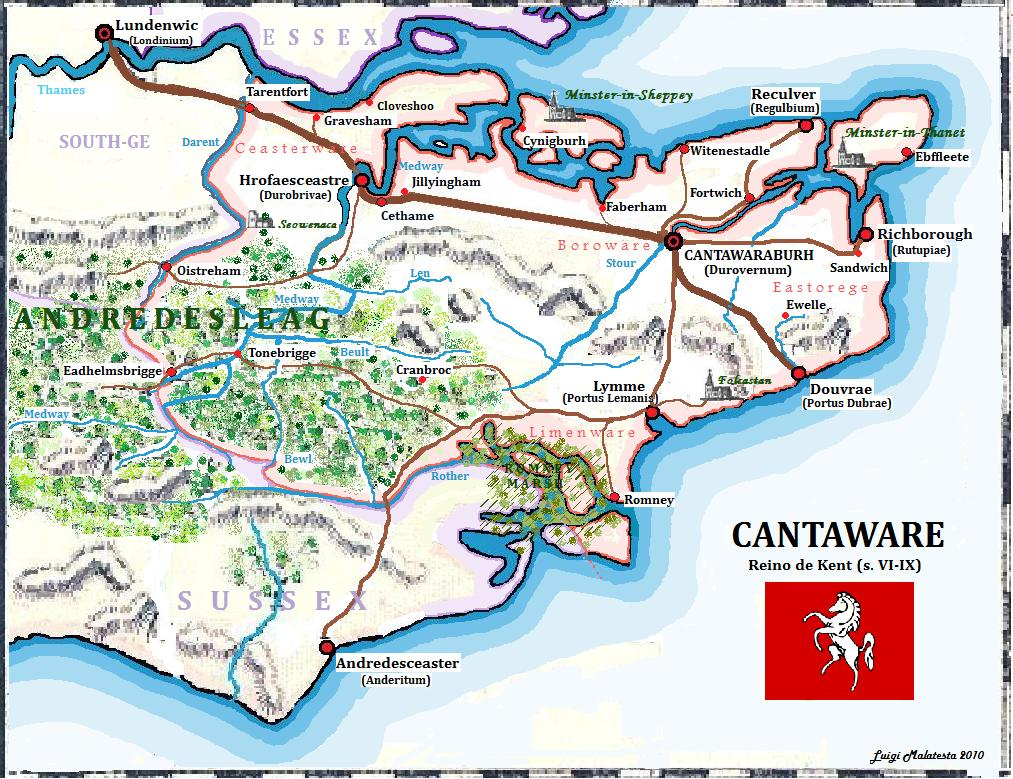
El reialme de Kent a l'època anglosaxona.

Eorcenberht (també escrit Ærconberht, Earconberht, o Earconbert) va ser rei de Kent entre el 640 i el 664, després de la mort del seu pare, Eadbald.
En la Llegenda reial de Kent (també coneguda com la llegenda de Mildrith) indica que ell era el fill menor d'Eadbald de Kent i Emma d'Austràsia, i suggereix que deliberadament el seu germà gran Eormenred va ser eliminat de la línia successòria, encara que és possible que governessin junts. També és possible que Eormenred morís abans que el pare i per això no el va succeir.
Segons Beda, Eorcenberht va ser el primer rei de l'illa de la Gran Bretanya que va manar destruir les imatge i ídols de cultes pagans i que va fer obligatori respectar la quaresma. Probablement aquestes ordres es va escriure en forma de lleis, com era costum entre els governants de Kent, però si així va ser, no s'han conservat fins als nostres dies.
Després de la mort d'Honori, arquebisbe de Canterbury, Eorcenberht va nomenar el primer bisbe anglosaxó, Deusdedit, l'any 655.
Eorcenberht es va casar amb Seaxburh d'Ely, filla de la reina Anna de l'Ànglia Oriental. Van tenir dos fills, Ecgberht i Hlothhere, els quals van ser reis de Kent, i dues filles que van ser canonitzades com a santes, Eorcengota va ser monja de l'abadia de Faremoutiers, en el país dels francs, i Ermenilda va ser abadessa d'Ely.
Eorcenberht probablement va ser enterrat al costat dels seus pares, a l'església de santa Maria, que el seu pare havia fet construir dins del monestir de sant Pere i sant Pau a Canterbury, una església que després quedaria integrat dins l'edifici normand dedicat a sant Agustí, època en què les seves restes van ser traslladades al transsepte sud (vers l'any 1087).